# Đội tuyển bóng đá quốc gia Mauritanie
Đội tuyển bóng đá quốc gia Mauritanie (tiếng Pháp: Équipe de Mauritanie de football; tiếng Ả Rập: منتخب موريتانيا لكرة القدم) là đội tuyển cấp quốc gia của Mauritanie do Liên đoàn bóng đá Cộng hoà Hồi giáo Mauritanie quản lý.
Trận thi đấu quốc tế đầu tiên của đội là trận gặp đội tuyển Madagascar là vào năm 1961. Thành tích tốt nhất của đội cho đến nay là lọt vào vòng 2 của CAN 2023.

## Thành tích tại giải vô địch thế giới
- 1930 đến 1974 - Không tham dự
- 1978 - Không vượt qua vòng loại
- 1982 đến 1994 - Không tham dự
- 1998 đến 2010 - Không vượt qua vòng loại
- 2014 - Không tham dự
- 2018 đến 2022 - Không vượt qua vòng loại

## Cúp bóng đá châu Phi
Mauritanie mới ba lần tham dự vòng chung kết Cúp bóng đá châu Phi, trong đó thành tích tốt nhất là lọt vào vòng 2 của giải năm 2023.
| Cúp bóng đá châu Phi | Cúp bóng đá châu Phi | Cúp bóng đá châu Phi | Cúp bóng đá châu Phi | Cúp bóng đá châu Phi | Cúp bóng đá châu Phi | Cúp bóng đá châu Phi | Cúp bóng đá châu Phi | Cúp bóng đá châu Phi | Cúp bóng đá châu Phi |
| Vòng chung kết: 3    | Vòng chung kết: 3    | Vòng chung kết: 3    | Vòng chung kết: 3    | Vòng chung kết: 3    | Vòng chung kết: 3    | Vòng chung kết: 3    | Vòng chung kết: 3    | Vòng chung kết: 3    | Vòng chung kết: 3    |
| Năm                  | Thành tích           | Thứ hạng1            | Số trận              | Thắng                | Hòa2                 | Thua                 | Bàn thắng            | Bàn thua             |                      |
| -------------------- | -------------------- | -------------------- | -------------------- | -------------------- | -------------------- | -------------------- | -------------------- | -------------------- | -------------------- |
| 1957 đến 1978        | Không tham dự        | Không tham dự        | Không tham dự        | Không tham dự        | Không tham dự        | Không tham dự        | Không tham dự        | Không tham dự        |                      |
| 1980 đến 1982        | Vòng loại            | Vòng loại            | Vòng loại            | Vòng loại            | Vòng loại            | Vòng loại            | Vòng loại            | Vòng loại            |                      |
| 1984                 | Không tham dự        | Không tham dự        | Không tham dự        | Không tham dự        | Không tham dự        | Không tham dự        | Không tham dự        | Không tham dự        |                      |
| 1986                 | Vòng loại            | Vòng loại            | Vòng loại            | Vòng loại            | Vòng loại            | Vòng loại            | Vòng loại            | Vòng loại            |                      |
| 1988                 | Không tham dự        | Không tham dự        | Không tham dự        | Không tham dự        | Không tham dự        | Không tham dự        | Không tham dự        | Không tham dự        |                      |
| 1990                 | Bỏ cuộc              | Bỏ cuộc              | Bỏ cuộc              | Bỏ cuộc              | Bỏ cuộc              | Bỏ cuộc              | Bỏ cuộc              | Bỏ cuộc              |                      |
| 1992                 | Vòng loại            | Vòng loại            | Vòng loại            | Vòng loại            | Vòng loại            | Vòng loại            | Vòng loại            | Vòng loại            |                      |
| 1994                 | Bỏ cuộc              | Bỏ cuộc              | Bỏ cuộc              | Bỏ cuộc              | Bỏ cuộc              | Bỏ cuộc              | Bỏ cuộc              | Bỏ cuộc              |                      |
| 1996 đến 1998        | Vòng loại            | Vòng loại            | Vòng loại            | Vòng loại            | Vòng loại            | Vòng loại            | Vòng loại            | Vòng loại            |                      |
| 2000                 | Bỏ cuộc              | Bỏ cuộc              | Bỏ cuộc              | Bỏ cuộc              | Bỏ cuộc              | Bỏ cuộc              | Bỏ cuộc              | Bỏ cuộc              |                      |
| 2002 đến 2010        | Vòng loại            | Vòng loại            | Vòng loại            | Vòng loại            | Vòng loại            | Vòng loại            | Vòng loại            | Vòng loại            |                      |
| 2012                 | Bỏ cuộc              | Bỏ cuộc              | Bỏ cuộc              | Bỏ cuộc              | Bỏ cuộc              | Bỏ cuộc              | Bỏ cuộc              | Bỏ cuộc              |                      |
| 2013                 | Không tham dự        | Không tham dự        | Không tham dự        | Không tham dự        | Không tham dự        | Không tham dự        | Không tham dự        | Không tham dự        |                      |
| 2015 đến 2017        | Vòng loại            | Vòng loại            | Vòng loại            | Vòng loại            | Vòng loại            | Vòng loại            | Vòng loại            | Vòng loại            |                      |
| 2019                 | Vòng 1               | 19 / 24              | 3                    | 0                    | 2                    | 1                    | 1                    | 4                    |                      |
| 2021                 | Vòng 1               | 24 / 24              | 3                    | 0                    | 0                    | 3                    | 0                    | 7                    |                      |
| 2023                 | Vòng 2               | 16 / 24              | 4                    | 1                    | 0                    | 3                    | 3                    | 5                    |                      |
| 2025                 | Chưa xác định        | Chưa xác định        | Chưa xác định        | Chưa xác định        | Chưa xác định        | Chưa xác định        | Chưa xác định        | Chưa xác định        |                      |
| 2027                 | Chưa xác định        | Chưa xác định        | Chưa xác định        | Chưa xác định        | Chưa xác định        | Chưa xác định        | Chưa xác định        | Chưa xác định        |                      |
| Tổng cộng            | 1 lần vòng 2         | 1 lần vòng 2         | 10                   | 1                    | 2                    | 7                    | 4                    | 16                   |                      |

- ^1 Thứ hạng ngoài bốn hạng đầu (không chính thức) dựa trên so sánh thành tích giữa những đội tuyển vào cùng vòng đấu
- ^2 Tính cả những trận hoà ở vòng đấu loại trực tiếp phải giải quyết bằng sút luân lưu
- ^3 Do đặc thù châu Phi, có những lúc tình hình chính trị hoặc kinh tế quốc gia bất ổn nên các đội bóng bỏ cuộc. Những trường hợp không ghi chú thêm là bỏ cuộc ở vòng loại
- ^4 Khung đỏ: Chủ nhà

## Cúp bóng đá Ả Rập
| Cúp bóng đá Ả Rập | Cúp bóng đá Ả Rập        | Cúp bóng đá Ả Rập        | Cúp bóng đá Ả Rập        | Cúp bóng đá Ả Rập        | Cúp bóng đá Ả Rập        | Cúp bóng đá Ả Rập        | Cúp bóng đá Ả Rập        | Cúp bóng đá Ả Rập        |
| Vòng chung kết: 1 | Vòng chung kết: 1        | Vòng chung kết: 1        | Vòng chung kết: 1        | Vòng chung kết: 1        | Vòng chung kết: 1        | Vòng chung kết: 1        | Vòng chung kết: 1        | Vòng chung kết: 1        |
| Năm               | Thành tích               | Thứ hạng                 | Pld                      | W                        | D                        | L                        | GF                       | GA                       |
| ----------------- | ------------------------ | ------------------------ | ------------------------ | ------------------------ | ------------------------ | ------------------------ | ------------------------ | ------------------------ |
| 1963 đến 1966     | Không tham dự            | Không tham dự            | Không tham dự            | Không tham dự            | Không tham dự            | Không tham dự            | Không tham dự            | Không tham dự            |
| 1985              | Vòng bảng                | 5th                      | 2                        | 0                        | 0                        | 2                        | 0                        | 4                        |
| 1988              | Không vượt qua vòng loại | Không vượt qua vòng loại | Không vượt qua vòng loại | Không vượt qua vòng loại | Không vượt qua vòng loại | Không vượt qua vòng loại | Không vượt qua vòng loại | Không vượt qua vòng loại |
| 1992              | Bỏ cuộc                  | Bỏ cuộc                  | Bỏ cuộc                  | Bỏ cuộc                  | Bỏ cuộc                  | Bỏ cuộc                  | Bỏ cuộc                  | Bỏ cuộc                  |
| 1998 đến 2012     | Không tham dự            | Không tham dự            | Không tham dự            | Không tham dự            | Không tham dự            | Không tham dự            | Không tham dự            | Không tham dự            |
| 2021              | Vòng bảng                | 11th                     | 3                        | 1                        | 0                        | 2                        | 3                        | 7                        |
| Tổng cộng         | 1 lần vòng bảng          | 2/10                     | 5                        | 1                        | 0                        | 4                        | 3                        | 11                       |

## Đội hình
Đội hình dưới đây được triệu tập tham dự CAN 2023.

Số liệu thống kê tính đến ngày 6 tháng 1 năm 2023 sau trận gặp Tunisia.
| Số | VT | Cầu thủ              | Ngày sinh (tuổi)  | Trận | Bàn | Câu lạc bộ        |
| -- | -- | -------------------- | ----------------- | ---- | --- | ----------------- |
| 1  | TM | Namori Diaw          | 30 tháng 12, 1994 | 24   | 0   | Tevragh-Zeina     |
| 16 | TM | Babacar Niasse       | 20 tháng 12, 1996 | 14   | 0   | Guingamp          |
| 22 | TM | M'Backé N'Diaye      | 19 tháng 12, 1994 | 5    | 0   | Nouakchott Kings  |
|    |    |                      |                   |      |     |                   |
| 2  | HV | Khadim Diaw          | 7 tháng 7, 1998   | 7    | 0   | Al-Hilal          |
| 3  | HV | Aly Abeid            | 11 tháng 12, 1997 | 58   | 3   | UTA Arad          |
| 5  | HV | Lamine Ba            | 24 tháng 8, 1997  | 7    | 1   | Varaždin          |
| 13 | HV | Nouh Mohamed El Abd  | 24 tháng 12, 2000 | 10   | 1   | Nouadhibou        |
| 14 | HV | Mohamed Dellahi Yali | 1 tháng 11, 1997  | 66   | 2   | Al-Hudood         |
| 20 | HV | Ibrahima Keita       | 8 tháng 11, 2001  | 15   | 0   | TP Mazembe        |
| 21 | HV | Hassan Houbeib       | 31 tháng 10, 1993 | 19   | 1   | Al-Zawraa         |
| 24 | HV | Bakary N'Diaye       | 26 tháng 11, 1998 | 41   | 1   | Al-Quwa Al-Jawiya |
|    |    |                      |                   |      |     |                   |
| 4  | TV | Omaré Gassama        | 1 tháng 10, 1995  | 4    | 0   | Chateauroux       |
| 6  | TV | Guessouma Fofana     | 17 tháng 12, 1992 | 19   | 0   | Doxa Katokopias   |
| 7  | TV | El Hadji Ba          | 5 tháng 3, 1993   | 4    | 0   | Nouadhibou        |
| 8  | TV | Mouhsine Bodda       | 18 tháng 7, 1997  | 31   | 1   | Nouadhibou        |
| 12 | TV | Bakari Camara        | 4 tháng 1, 1994   | 4    | 0   | Villefranche      |
| 17 | TV | Abdallahi Mahmoud    | 4 tháng 5, 2000   | 30   | 1   | Bellinzona        |
| 18 | TV | Sidi Ahmed El Abd    | 5 tháng 5, 2001   | 0    | 0   | Nouakchott Kings  |
| 26 | TV | Oumar Ngom           | 9 tháng 3, 2004   | 0    | 0   | Pau               |
|    |    |                      |                   |      |     |                   |
| 9  | TĐ | Hemeya Tanjy         | 1 tháng 5, 1998   | 40   | 7   | Al-Ittihad        |
| 10 | TĐ | Idrissa Thiam        | 2 tháng 9, 2000   | 23   | 1   | Mesaimeer         |
| 11 | TĐ | Souleymane Anne      | 5 tháng 12, 1997  | 10   | 1   | Deinze            |
| 15 | TĐ | Souleymane Doukara   | 29 tháng 9, 1991  | 8    | 0   | Mağusa Türk Gücü  |
| 19 | TĐ | Aboubakary Koita     | 20 tháng 9, 1998  | 3    | 0   | Sint-Truiden      |
| 23 | TĐ | Sidi Bouna Amar      | 31 tháng 12, 1998 | 9    | 0   | Nouadhibou        |
| 25 | TĐ | Pape Ibnou Ba        | 5 tháng 1, 1993   | 17   | 2   | Concarneau        |
| 27 | TĐ | Aboubakar Kamara     | 7 tháng 3, 1995   | 19   | 8   | Al Jazira         |

### Triệu tập gần đây
| Vt | Cầu thủ              | Ngày sinh (tuổi)  | Số trận | Bt | Câu lạc bộ       | Lần cuối triệu tập             |
| -- | -------------------- | ----------------- | ------- | -- | ---------------- | ------------------------------ |
| TM | M'Backé N'Diaye      | 19 tháng 12, 1994 | 3       | 0  | Nouakchott Kings | v. Gabon, 9 September 2023     |
|    |                      |                   |         |    |                  |                                |
| HV | Demine Saleck        | 30 tháng 11, 1994 | 5       | 0  | Nouadhibou       | 2023 Africa Cup of Nations PRE |
| HV | Lassana Diakhaby     | 1 tháng 1, 1996   | 2       | 0  | Martigues        | v. Gabon, 9 September 2023     |
| HV | Birama Ndoye         | 27 tháng 3, 1994  | 4       | 0  | Al-Arabi         | v. CHDC Congo, 28 March 2023   |
|    |                      |                   |         |    |                  |                                |
| TV | Moctar Sidi El Hacen | 31 tháng 12, 1997 | 54      | 9  | Mesaimeer SC     | 2023 Africa Cup of Nations PRE |
| TV | Mouhamed Soueid      | 31 tháng 12, 1991 | 20      | 3  | Al-Talaba        | 2023 Africa Cup of Nations PRE |
| TV | Almike N'Diaye       | 26 tháng 10, 1996 | 14      | 1  | Hyères           | v. Gabon, 9 September 2023     |
|    |                      |                   |         |    |                  |                                |
| TĐ | El Mami Tetah        | 12 tháng 11, 2001 | 0       | 0  | Arda             | 2023 Africa Cup of Nations PRE |
| TĐ | Mamadou Niass        | 4 tháng 6, 1994   | 45      | 5  | El Mokawloon     | v. CHDC Congo, 28 March 2023   |
| TĐ | Dawda Camara         | 4 tháng 11, 2002  | 0       | 0  | Girona           | v. CHDC Congo, 28 March 2023   |

Chú thích
INJ Cầu thủ rút lui vì chấn thương